# Maria Nunes
Maria Nunes (* 1575 in Lissabon; † im 17. Jahrhundert in Sevilla (unsicher)) war angeblich die erste Conversa, die sich in Amsterdam offen zum Judentum bekannte.

## Leben
Maria Nunes wurde 1575 als Tochter von Gaspar Homem Lopes und Maior Rodrigues in Lissabon in eine marranische Familie geboren. Um der portugiesischen Inquisition zu entkommen, floh sie 1593 zusammen mit ihren Eltern und anderen Familienangehörigen nach den Niederlanden. Auf dem Weg nach Amsterdam wurde ihr Schiff von den Engländern gekapert und nach London gebracht. Dort erregte die Schönheit von Maria dermaßen Aufsehen, dass ein englischer Herzog sie heiraten wollte. Maria Nunes lehnte den Antrag ab. Selbst Königin Elisabeth I., die ebenfalls von der Schönheit der Portugiesin angetan war, konnte sie nicht zum Bleiben veranlassen. Maria zog weiter nach Amsterdam, wo sie zum Judentum zurückkehrte und 1598 ihren Cousin Manuel Lopes Homem heiratete.
Die Geschichte der ersten jüdischen Braut Amsterdams wurde vom marranischen Historiker Miguel de Barrios 1663 in seiner Schrift Triumpho Popolare del govierno veröffentlicht. Die Geschichte hat stark legendenhafte Züge und ähnelt anderen Gründungsmythen. Barrios stellt Maria Nunes als Symbol heldenhafter jüdischer Standhaftigkeit dar. Mit ihrer Heirat bildete sie gleichsam die Wiege der sefardischen Gemeinde von Amsterdam. Obwohl die Beschreibung von Barrios viele romantisierende und legendenhafte Elemente aufweist, konnten einige Details geschichtlich untermauert werden. So sind die Kaperung des Schiffes und die Heirat in Amsterdam belegbar.
Später verloren sich die Spuren von Maria Nunes. Ihr Ehemann verließ 1612 Amsterdam und zog als Kaufmann nach Sevilla. Es ist anzunehmen, dass seine Frau ihn begleitet und dass beide zum Katholizismus zurückkehrten.
So wechselvoll wie Marias Leben war das Leben der ganzen Familie. Die Mutter, ein Bruder und zwei Schwestern bekannten sich in Amsterdam zum Judentum. Der Vater und der jüngere Bruder Manuel blieben katholisch. Die Mutter wurde 1624 als Sara Abendana auf dem jüdischen Friedhof von Ouderkerk begraben, der Vater auf dem katholischen Friedhof der Nieuwen Kerk (1612).